# Diporiphora convergens
Diporiphora convergens — вид ігуаноподібних ящірок родини агамових (Agamidae). Ендемік Австралії.

## Поширення і екологія
Diporiphora convergens відомі з типової місцевості, розташованої в районі струмка Кристал-Крік і Адміралтейської затоки, на північному заході регіону Кімберлі на півночі Західної Австралії. Вони живуть в сухих тропічних лісах.